# Пам'ятки історії Кам'янця-Подільського
Згідно з даними управління культури, туризму і курортів Хмельницької облдержадміністрації, в Кам'янці-Подільському перебуває 28 пам'яток історії
| № п./п. | охоронний номер | Найменування | адреса                                             | рік встановлення                  | автори                                                           |
| ------- | --------------- | --- | -------------------------------------------------- | --------------------------------- | ---------------------------------------------------------------- |
| 1       | 42              | Братські могили жертв фашизму(5)                                                                                                | вул. Васильєва,15                                  | 1955                              | місцеві майстри                                                  |
| 2       | 66              | Меморіальний комплекс: Могила невідомого воїна Пам'ятник бойової слави                                                          | майдан Відродження, 1                              | перепо-ховання 1974               | скульптор А.Басюк, архітектори: М. О. Масловський, Є. В. Чекирда |
| 3       | 56              | Будинок, в якому розта-шовувався виконком міської Ради робітничих і солдатських депутатів                                       | майдан Вірменський ринок, 4                        | сер. XIX ст. 1967                 | місцеві майстри                                                  |
| 4       | 46              | Братська могила радянських воїнів                                                                                               | пр. Грушевського, 74 русько-фільварецьке кладовище | 1959                              | Львівська КСФ                                                    |
| 5       | 47              | Меморіальний комплекс: Братська могила радянсь-ких воїнів; Могила сержанта О. Д. Тароєва                                        | пр. Грушевського, 74 русько-фільварецьке кладовище | 1958 1947                         | Львівська КСФ                                                    |
| 6       | 2065            | Могила М. П. Годованця | пр. Грушевського, 74 русько-фільварецьке кладовище | 1975                              | місцеві майстри                                                  |
| 7       | 41              | Братська могила учасників комсомольського підпілля                                                                              | вул. Дружби народів, 6                             | 1962                              | Київське ХВО «Художник»                                          |
| 8       | 2195            | Могила Героя Радянського Союзу М. Н. Дейнеженка                                                                                 | Нігинське шосе, 2 кладовище                        | 1978                              | місцеві майстри                                                  |
| 9       | 2194            | Могила Героя Радянського Союзу О. П. Дудіна                                                                                     | Нігинське шосе, 2 кладовище                        | 1983                              | місцеві майстри                                                  |
| 10      | 1657            | Пам'ятний знак на честь заснування В. Ф. Раєвським підпільного політичного гуртка                                               | вул. Папаніна, 1                                   | 1975                              | місцеві майстри                                                  |
| 11      | 2064            | Папська (Кармалюкова) башта, в якій тричі був ув'язнений У.Кармалюк                                                             | вул. Папаніна, 1                                   | Кінець XIV - початок XV 1929 1958 | місцеві майстри автор — Ю.Амбіцький                              |
| 12      | 52              | Будинок Подільської духовної семінарії, в якій навчалися Степан Руданський та Анатолій Свидницький                              | вул. П'ятницька, 11                                | 1971                              | місцеві майстри                                                  |
| 13      | 50              | Могила гвардії полковника М. С. Смірнова                                                                                        | на розі вул. Соборної і вул. Шевченка              | 1946                              | місцеві майстри                                                  |
| 14      | 43              | Братська могила радянських воїнів                                                                                               | Старобульварний узвіз, 1                           | 1949                              | Львівська КСФ                                                    |
| 15      | 57              | Будинок, в якому розташовувався Комуністичний батальйон                                                                         | вул. Суворова, 2                                   | 1842                              |                                                                  |
| 16      | 54              | Будинок, в якому навчався державний діяч В. П. Затонський                                                                       | вул. Татарська, 14                                 | 1831 1966                         | місцеві майстри художник — С. Б. Розенштейн                      |
| 17      | 64              | Будинок, в якому розташовувався штаб 10-го Уральського танкового добровольчого корпусу                                          | вул. Троїцька, 2                                   | 1905-1907; 1976                   | місцеві майстри                                                  |
| 18      | 48              | Братська могила радянських воїнів                                                                                               | вул. Фабріціуса, 7 польсько-фільварецьке кладовище | 1957                              | Львівська КСФ                                                    |
| 19      | 1660            | Братські могили радянських військовополонених (4)                                                                               | вул. Фабріціуса, 7 польсько-фільварецьке кладовище | 1974                              | архітектори: І. І. Медведовський, А. І. Янишевська               |
| 20      | 53              | Будинок Подільської духовної семінарії, в якій навчався М. Д. Леонтович                                                         | вул. Шевченка, 13                                  |                                   | -                                                                |
| 21      | 1661            | Будинок, в якому жив М. П. Годованець                                                                                           | вул. Шевченка, 18                                  | 1983                              | художник — Є. П. Мисько                                          |
| 22      | 61              | Будинок, в якому виступали М. І. Калінін і Г. І. Петровський                                                                    | вул. Шевченка, 20                                  | 1899 1958                         | місцеві майстри                                                  |
| 23      | 1659            | Будинок, в якому розташовувався штаб оборони міста                                                                              | вул. Шевченка, 24                                  | 1975                              | автор Д. І. Брік                                                 |
| 24      | 62              | Будинок, в якому розташовувався штаб прикордонного загону                                                                       | вул. Шевченка, 25                                  | поч.. XIX ст. 1965                | місцеві майстри                                                  |
| 25      | 65              | Братська могила борців за владу Рад                                                                                             | вул. Шевченка, 26                                  | 1929 заміна 1977                  | архітектор — М.Медведов -ський                                   |
| 26      | 44              | Меморіальний комплекс: Братська могила радянських воїнів, Братська могила радянських воїнів М. М. Криловського та В. І. Ноженка | вул. Шевченка, 26                                  | 1946 2001                         | Львівська КСФ                                                    |
| 27      | 59              | Будинок, в якому розта-шовувався повітовий ревком                                                                               | вул. Шевченка, 26                                  | кінець XIX ст. 1967               | художник — С. Б. Розенштейн                                      |
| 28      | 60              | Будинок, в якому розта-шовувався повітовий партком КП (б) У.                                                                    | вул. Шевченка, 35                                  | 19 111 967                        | художник — З. К. Чайка                                           |
|         |                 | |                                                    |                                   |                                                                  |